# Slavonski Kobaš
Slavonski Kobaš är en ort i Kroatien.   Den ligger i länet Brod-Posavina, i den östra delen av landet, 160 km sydost om huvudstaden Zagreb. Slavonski Kobaš ligger 85 meter över havet och antalet invånare är 1 230.
Terrängen runt Slavonski Kobaš är platt åt nordost, men åt sydväst är den kuperad. Runt Slavonski Kobaš är det ganska tätbefolkat, med 67 invånare per kvadratkilometer. Närmaste större samhälle är Sibinj, 15,9 km nordost om Slavonski Kobaš. I omgivningarna runt Slavonski Kobaš växer i huvudsak lövfällande lövskog.